# Jesús Rodríguez
Jesús Rodríguez (24 de março de 1968) é um ex-futebolista venezuelano que atuava como meia.

## Carreira
Jesús Rodríguez integrou a Seleção Venezuelana de Futebol na Copa América de 1997.